# La Chapelle-Marcousse
La Chapelle-Marcousse è un comune francese di 74 abitanti situato nel dipartimento del Puy-de-Dôme nella regione dell'Alvernia-Rodano-Alpi.

## Società

### Evoluzione demografica
Abitanti censiti